# ツォチェン県
ツォチェン県（ツォチェンけん）は中華人民共和国チベット自治区ガリ地区に位置する県。

## 行政区画
1鎮、4郷を管轄：
- 鎮：ツォチェン鎮（措勤鎮）
- 郷：磁石郷、曲洛郷、江譲郷、達雄郷